# مردم ماکونده
ماکونده یک گروه قومی در جنوب‌شرقی تانزانیا، شمال موزامبیک و کنیا هستند. مردم ماکونده فرهنگ خود را در فلات موئدا در موزامبیک شکل دادند. امروزه آن‌ها در سراسر تانزانیا و موزامبیک زندگی می‌کنند و حضور کوچکی نیز در کنیا دارند. جمعیت ماکونده‌ها در تانزانیا در سال ۲۰۰۱ حدود ۱٬۱۴۰٬۰۰۰ نفر برآورد شده بود و در سرشماری سال ۱۹۹۷ در موزامبیک، جمعیت آن‌ها در این کشور ۲۳۳٬۳۵۸ نفر اعلام شد که در مجموع، جمعیت آن‌ها حدود ۱٬۳۷۳٬۳۵۸ نفر برآورد می‌شود. این گروه قومی به‌طور تقریبی توسط رود روووما از هم جدا شده‌اند. زبان این دو گروه در طول زمان توسعه‌های متفاوتی را از سر گذرانده، اما منشأ و فرهنگ مشترکی دارند.

## تاریخچه

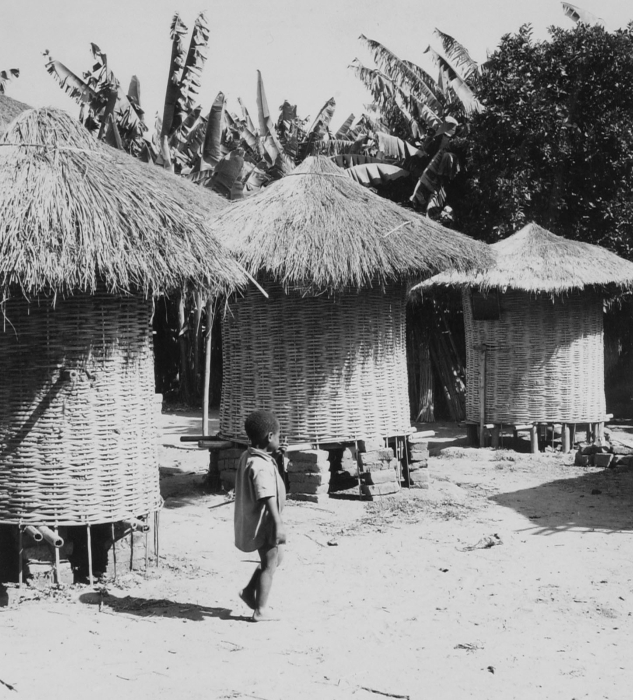
انبار غلهٔ ماکونده

ماکونده‌ها به‌طور موفقیت‌آمیزی در برابر برده‌گیران آفریقایی، عرب و اروپایی مقاومت کردند. آن‌ها تا دههٔ ۱۹۲۰ زیر سلطهٔ قدرت‌های استعماری قرار نگرفتند. در دههٔ ۱۹۶۰، انقلابی که پرتغالی‌ها را از موزامبیک بیرون راند، از سرزمین اجدادی ماکونده‌ها در فلات موئدا آغاز شد. در برهه‌ای از زمان، جنبش انقلابی جبههٔ آزادی‌بخش موزامبیک بخشی از حمایت مالی خود را از فروش کنده‌کاری‌های ماکونده به‌دست می‌آورد و این گروه به ستون فقرات این جنبش انقلابی تبدیل شد. ماکونده‌های موزامبیک، به دلیل نقش‌شان در مقاومت علیه استعمار پرتغال، همچنان گروهی تأثیرگذار در سیاست این کشور به‌شمار می‌روند.
آن‌ها به زبان ماکونده سخن می‌گویند که با نام چی‌ماکونده نیز شناخته می‌شود؛ زبانی از زبان‌های بانتو که با یائو نزدیکی زیادی دارد. بسیاری از ماکونده‌ها به زبان‌های دیگر نیز سخن می‌گویند، از جمله انگلیسی در تانزانیا، پرتغالی در موزامبیک، و سواحلی و ماکوا در هر دو کشور. جامعهٔ ماکونده به‌طور سنتی مادرتباری است، به این معنا که فرزندان و ارثیه به زنان تعلق دارد و شوهران به روستای همسرانشان نقل مکان می‌کنند. دین سنتی آنان شکل انیمیستی از پرستش نیاکان است که همچنان ادامه دارد، هرچند ماکونده‌های تانزانیا اسماً مسلمان و ماکونده‌های موزامبیک کاتولیک یا مسلمان هستند. در آیین‌های ماکونده، زمانی که دختری به سن زنانگی می‌رسد، «موئیدینی» بهترین رقاص در میان گروه دخترانی است که این آیین گذار را پشت سر می‌گذارند.
ماکونده‌ها بیش از هر چیز به خاطر کنده‌کاری‌های چوبی‌شان شناخته می‌شوند که عمدتاً با استفاده از چوب سیاه (یا امپینگو) ساخته می‌شوند، و نیز به‌خاطر آیین‌های بلوغی که برگزار می‌کنند.

### تابعیت کنیا
برخی از ماکونده‌های اهل موزامبیک در دههٔ ۱۹۵۰ به کنیا مهاجرت کرده بودند. در اوایل قرن ۲۱، تلاش‌هایی آغاز شد تا کارت هویتی کنیا برای آن‌ها صادر شود تا بتوانند از حقوق و مزایای خود به‌عنوان شهروندان کنیایی برخوردار شوند. در سال ۲۰۱۶، گروهی ۳۰۰ نفره از مردم ماکونده از کوآله تا نایروبی پیاده‌روی کردند. رهبری این گروه را دیانا گیچنگو، فعال حقوق اقلیت‌ها و گروه‌های به‌حاشیه‌رانده‌شده، بر عهده داشت و افراد دیگری از فعالان حقوق بشر نیز آن‌ها را همراهی می‌کردند. آن‌ها به سوی کاخ ریاست جمهوری در نایروبی حرکت کردند تا رئیس‌جمهور را متقاعد کنند که از به‌رسمیت شناختن تابعیت کنیایی آن‌ها حمایت کند. رئیس‌جمهور کنیا، اوهورو کنیاتا، با گرمی از آن‌ها استقبال کرد. پس از صرف یک وعده‌ٔ غذایی کامل در روز پنجشنبه، ۱۳ اکتبر ۲۰۱۶، رئیس‌جمهور دستور داد تا وزارتخانهٔ مربوطه تا پایان دسامبر همان سال برای ماکونده‌ها کارت هویتی صادر کند.

## هنر ماکونده

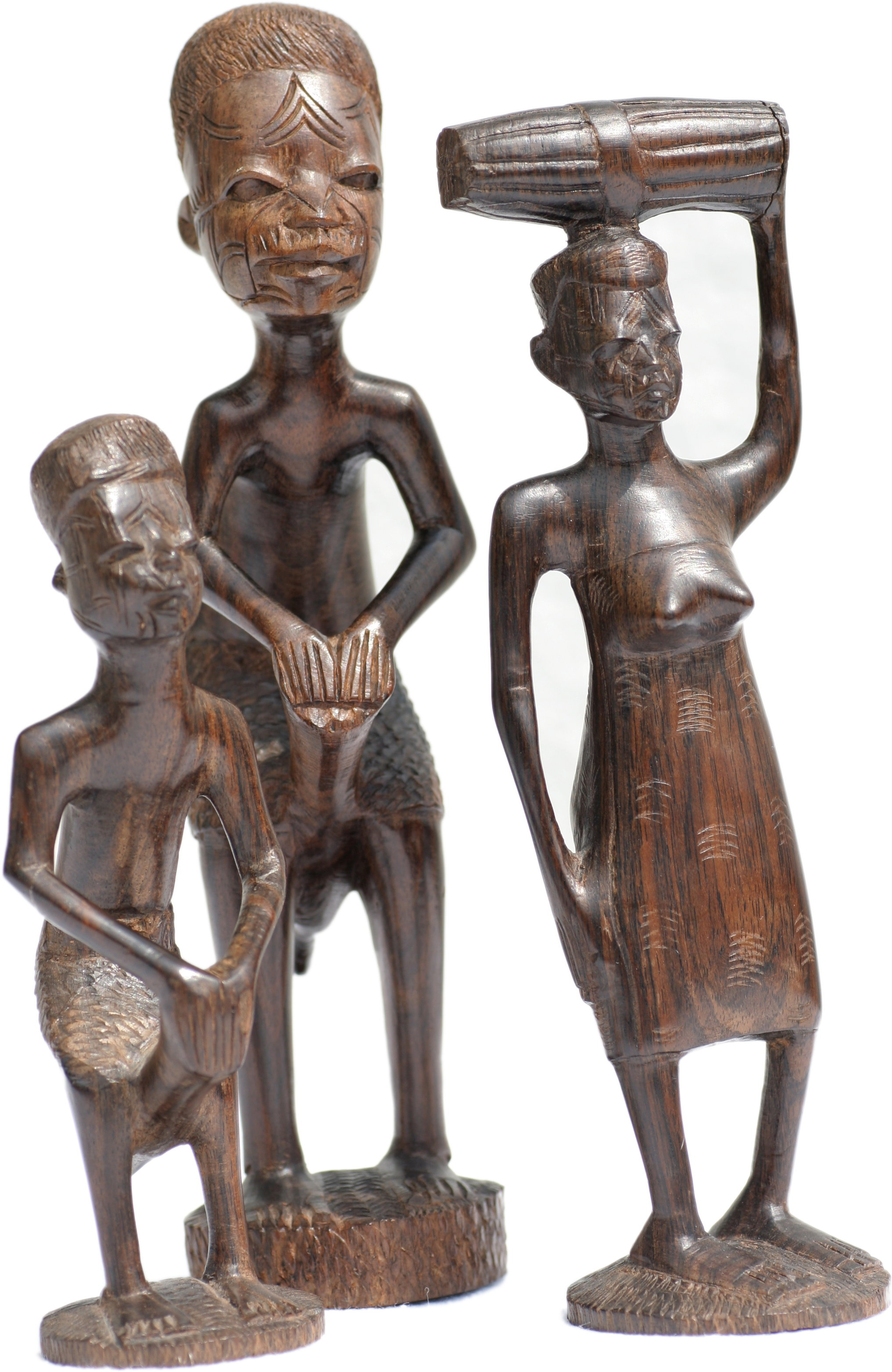
کنده‌کاری‌های چوبی مدرن ماکونده

ماکونده‌ها به‌طور سنتی اشیای چوبی خانگی، پیکره‌ها و نقاب‌هایی برای کاربرد آیینی می‌ساختند. پس از دههٔ ۱۹۳۰، هنر ماکونده به بخشی مهم از هنر معاصر آفریقا بدل شد. شناخته‌شده‌ترین هنرمند ماکونده در سطح بین‌المللی جورج لیلانگا بود.

## چهره‌های سرشناس
- بنجامین امکاپا، سومین رئیس‌جمهور تانزانیا[۱۳]
- جورج لیلانگا، هنرمند تانزانیایی
- فیلیپ نیوسی، چهارمین رئیس‌جمهور موزامبیک
- سرتیپ ماکامه نالیهینگا رشید، رئیس پیشین خدمات ملی تانزانیا
- ریناتا سادیمبا، هنرمند موزامبیکی
- هارمونایز (راجاب عبدل کاهالی)، خوانندهٔ سرشناس تانزانیایی و بنیان‌گذار گروه Kondegang
- جیموئه (جما محمد مچوپانگا)،[۱۴] خوانندهٔ هیپ‌هاپ تانزانیایی